# Diego Ribas da Cunha
Diego Ribas da Cunha (n. 28 februarie 1985, Ribeirão Preto, São Paulo, Brazilia) cunoscut simplu ca Diego, este un fotbalist brazilian, care evoluează la clubul Flamengo în Campeonato Brasileiro Série A, pe postul de mijlocaș. Diego are o înălțime de 1,75 m și o greutate de 76 kg. Anterior a mai jucat la cluburi de fotbal ca Santos FC, FC Porto, SV Werder Bremen și Juventus Torino. Între 2003 și 2008 a făcut parte și din echipa națională de fotbal a Braziliei.

## Cariera la Santos
Diego a semnat cu echipa din São Paolo, Santos la vârsta de 12 ani. El a crescut în școala de fotbal a echipei Santos făcându-și debutul la prima echipă la vârsta de 16 ani.Acolo a fost coleg o perioadă cu Robinho.

## Palmares
Santos
- Campeonato Brasileiro Série A: 2002, 2004

Porto
- Supertaça Cândido de Oliveira: 2004
- Cupa Intercontinentală: 2004
- Primeira Liga: 2005–06
- Taça de Portugal: 2006

Werder Bremen
- DFB-Ligapokal: 2006
- DFB-Pokal: 2008–09

Atlético Madrid
- UEFA Europa League: 2011–12
- La Liga: 2013–14
- UEFA Champions League

Finalist: 2013–14
Internațional
- Salerno Mundialito: 2000
- South American Under 17 Championship: 2001
- Toulon Tournament: 2002
- Copa América: 2004, 2007
- Jocurile Olimpice: Bronz 2008
- CONCACAF Gold Cup: Argint 2003
- Lunar New Year Cup: 2005

## Statistici de club
(la 10 iunie 2014)
| Club            | Sezon        | Ligă    | Ligă   | Cupă    | Cupă   | Continental | Continental | Total   | Total  |
| Club            | Sezon        | Meciuri | Goluri | Meciuri | Goluri | Meciuri     | Goluri      | Meciuri | Goluri |
| --------------- | ------------ | ------- | ------ | ------- | ------ | ----------- | ----------- | ------- | ------ |
| Santos          | 2002         | 22      | 8      | –       | –      | –           | –           | 22      | 8      |
| Santos          | 2003         | 33      | 9      | –       | –      | –           | –           | 33      | 9      |
| Santos          | 2004         | 9       | 4      | –       | –      | –           | –           | 9       | 4      |
| Santos          | Total        | 64      | 21     | –       | –      | –           | –           | 64      | 21     |
| Porto           | 2004–05      | 30      | 3      | 2       | 0      | 7           | 1           | 39      | 4      |
| Porto           | 2005–06      | 18      | 1      | 2       | 1      | 4           | 1           | 24      | 3      |
| Porto           | Total        | 48      | 4      | 4       | 1      | 11          | 2           | 63      | 7      |
| Werder Bremen   | 2006–07      | 33      | 13     | 3       | 0      | 14          | 2           | 50      | 15     |
| Werder Bremen   | 2007–08      | 30      | 13     | 3       | 1      | 10          | 4           | 43      | 18     |
| Werder Bremen   | 2008–09      | 21      | 12     | 5       | 2      | 13          | 7           | 39      | 21     |
| Werder Bremen   | Total        | 84      | 38     | 11      | 3      | 37          | 13          | 132     | 54     |
| Juventus        | 2009–10      | 33      | 5      | 2       | 2      | 9           | 0           | 44      | 7      |
| Juventus        | 2010–11      | 0       | 0      | 0       | 0      | 3           | 0           | 3       | 0      |
| Juventus        | Total        | 33      | 5      | 2       | 2      | 12          | 0           | 47      | 7      |
| Wolfsburg       | 2010–11      | 30      | 6      | 2       | 0      | –           | –           | 32      | 6      |
| Wolfsburg       | Total        | 30      | 6      | 2       | 0      | –           | –           | 32      | 6      |
| Atlético Madrid | 2011–12      | 30      | 3      | 1       | 0      | 12          | 3           | 43      | 6      |
| Atlético Madrid | Total        | 30      | 3      | 1       | 0      | 12          | 3           | 43      | 6      |
| Wolfsburg       | 2012–13      | 32      | 10     | 5       | 3      | –           | –           | 37      | 13     |
| Wolfsburg       | 2013–14      | 15      | 3      | 3       | 2      | –           | –           | 18      | 5      |
| Wolfsburg       | Total        | 47      | 13     | 8       | 4      | –           | –           | 55      | 18     |
| Atlético Madrid | 2013–14      | 13      | 1      | 2       | 0      | 4           | 1           | 19      | 2      |
| Atlético Madrid | Total        | 13      | 1      | 2       | 0      | 4           | 1           | 19      | 2      |
| Career total    | Career total | 344     | 91     | 29      | 11     | 74          | 19          | 447     | 121    |

### Internațional
La 1 aprilie 2009.
| Echipa   | Sezon     | Meciuri | Goluri |
| -------- | --------- | ------- | ------ |
| Brazilia | 2003      | 7       | 2      |
| Brazilia | 2004      | 5       | 0      |
| Brazilia | 2004–2005 | 0       | 0      |
| Brazilia | 2005–2006 | 0       | 0      |
| Brazilia | 2006–2007 | 10      | 1      |
| Brazilia | 2007–2008 | 9       | 1      |
| Brazilia | 2008–2009 | 2       | 0      |
| Total    | Total     | 33      | 4      |

| International appearances and goals | International appearances and goals | International appearances and goals | International appearances and goals | International appearances and goals | International appearances and goals | International appearances and goals              |
| #                                   | Data                                | Stadion                             | Oponent                             | Rezultat                            | Scor                                | Competiție                                       |
| 2003                                | 2003                                | 2003                                | 2003                                | 2003                                | 2003                                | 2003                                             |
| ----------------------------------- | ----------------------------------- | ----------------------------------- | ----------------------------------- | ----------------------------------- | ----------------------------------- | ------------------------------------------------ |
| 1.                                  | 30 aprilie 2003                     | Guadalajara, Mexic                  | Mexic                               | 0–0                                 | 0                                   | Amical                                           |
| 2.                                  | 13 iulie 2003                       | Mexico City, Mexic                  | Mexic                               | 0–1                                 | 0                                   | 2003 CONCACAF Gold Cup (Brazil U-23)             |
| 3.                                  | 16 iulie 2003                       | Mexico City, Mexic                  | Honduras                            | 2–1                                 | 1                                   | 2003 CONCACAF Gold Cup (Brazil U-23)             |
| 4.                                  | 19 iulie 2003                       | Miami, Statele Unite                | Columbia                            | 2–0                                 | 0                                   | 2003 CONCACAF Gold Cup (Brazil U-23)             |
| 5.                                  | 23 iulie 2003                       | Miami, Statele Unite                | Statele Unite ale Americii          | 2–1                                 | 1                                   | 2003 CONCACAF Gold Cup (Brazil U-23)             |
| 6.                                  | 27 iulie 2003                       | Mexico City, Mexic                  | Mexic                               | 0–1                                 | 0                                   | 2003 CONCACAF Gold Cup (Brazil U-23)             |
| 7.                                  | 7 septembrie 2003                   | Barranquilla, Columbia              | Columbia                            | 2–1                                 | 0                                   | 2006 FIFA World Cup qualification                |
| 2004                                |                                     |                                     |                                     |                                     |                                     |                                                  |
|                                     | 7 ianuarie 2004                     | Concepción, Chile                   | Venezuela                           | 4–0                                 | 1                                   | 2004 Olympic Games qualification (Brazilia U-23) |
|                                     | 9 ianuarie 2004                     | Concepción, Chile                   | Paraguay                            | 3–0                                 | 1                                   | 2004 Olympic Games qualification (Brazilia U-23) |
|                                     | 11 ianuarie 2004                    | Concepción, Chile                   | Uruguay                             | 1–1                                 | 0                                   | 2004 Olympic Games qualification (Brazilia U-23) |
|                                     | 15 ianuarie 2004                    | Concepción, Chile                   | Chile                               | 1–1                                 | 0                                   | 2004 Olympic Games qualification (Brazilia U-23) |
|                                     | 21 ianuarie 2004                    | Valparaíso, Chile                   | Argentina                           | 0–1                                 | 0                                   | 2004 Olympic Games qualification (Brazilia U-23) |
|                                     | 23 ianuarie 2004                    | Viña del Mar, Chile                 | Chile                               | 3–1                                 | 1                                   | 2004 Olympic Games qualification (Brazilia U-23) |
|                                     | 25 ianuarie 2004                    | Viña del Mar, Chile                 | Paraguay                            | 0–2                                 | 0                                   | 2004 Olympic Games qualification (Brazilia U-23) |
| 8.                                  | 8 iulie 2004                        | Arequipa, Peru                      | Chile                               | 1–0                                 | 0                                   | Copa América 2004                                |
| 9.                                  | 11 iulie 2004                       | Arequipa, Peru                      | Costa Rica                          | 4–1                                 | 0                                   | Copa América 2004                                |
| 10.                                 | 14 iulie 2004                       | Arequipa, Peru                      | Paraguay                            | 1–2                                 | 0                                   | Copa América 2004                                |
| 11.                                 | 21 iulie 2004                       | Lima, Peru                          | Uruguay                             | 1–1                                 | 0                                   | Copa América 2004                                |
| 12.                                 | 25 iulie 2004                       | Lima, Peru                          | Argentina                           | 2–2                                 | 0                                   | Copa América 2004                                |
| 2006–2007                           |                                     |                                     |                                     |                                     |                                     |                                                  |
| 13.                                 | 15 noiembrie 2006                   | Basel, Elveția                      | Elveția                             | 2–1                                 | 0                                   | Amical                                           |
| 14.                                 | 6 februarie 2007                    | Londra, Anglia                      | Portugalia                          | 0–2                                 | 0                                   | Amical                                           |
| 15.                                 | 24 martie 2007                      | Göteborg, Suedia                    | Chile                               | 4–0                                 | 0                                   | Amical                                           |
| 16.                                 | 27 martie 2007                      | Stockholm, Suedia                   | Ghana                               | 1–0                                 | 0                                   | Amical                                           |
| 17.                                 | 1 iunie 2007                        | Londra, Anglia                      | Anglia                              | 1–1                                 | 1                                   | Amical                                           |
| 18.                                 | 5 iunie 2007                        | Dortmund, Germania                  | Turcia                              | 0–0                                 | 0                                   | Amical                                           |
| 19.                                 | 26 iunie 2007                       | Puerto Ordaz, Venezuela             | Mexic                               | 0–2                                 | 0                                   | Copa América 2007                                |
| 20.                                 | 4 iulie 2007                        | Puerto la Cruz, Venezuela           | Ecuador                             | 1–0                                 | 0                                   | Copa América 2007                                |
| 21.                                 | 10 iulie 2007                       | Maracaibo, Venezuela                | Uruguay                             | 2–2                                 | 0                                   | Copa América 2007                                |
| 22.                                 | 15 iulie 2007                       | Maracaibo, Venezuela                | Argentina                           | 3–0                                 | 0                                   | Copa América 2007                                |
| 2007–2008                           |                                     |                                     |                                     |                                     |                                     |                                                  |
| 23.                                 | 22 august 2007                      | Montpellier, Franța                 | Algeria                             | 2–0                                 | 0                                   | Amical                                           |
| 24.                                 | 9 septembrie 2007                   | Chicago, Statele Unite              | Statele Unite ale Americii          | 4–2                                 | 0                                   | Amical                                           |
| 25.                                 | 17 octombrie 2007                   | Rio de Janeiro, Brazilia            | Ecuador                             | 5–0                                 | 0                                   | 2010 FIFA World Cup qualification                |
| 26.                                 | 6 februarie 2008                    | Dublin, Irlanda                     | Republica Irlanda                   | 1–0                                 | 0                                   | Amical                                           |
| 27.                                 | 26 martie 2008                      | Londra, Anglia                      | Suedia                              | 1–0                                 | 0                                   | Amical                                           |
| 28.                                 | 31 mai 2008                         | Seattle, Statele Unite              | Canada                              | 3–2                                 | 1                                   | Amical                                           |
| 29.                                 | 6 iunie 2008                        | Boston, Statele Unite               | Venezuela                           | 0–2                                 | 0                                   | Amical                                           |
| 30.                                 | 15 iunie 2008                       | Asunción, Paraguay                  | Paraguay                            | 0–2                                 | 0                                   | 2010 FIFA World Cup qualification                |
| 31.                                 | 18 iunie 2008                       | Belo Horizonte, Brazilia            | Argentina                           | 0–0                                 | 0                                   | 2010 FIFA World Cup qualification                |
|                                     | 22 iunie 2008                       | Volta Redonda, Brazilia             | Rio de Janeiro State Selection      | 1–0                                 | 0                                   | Unofficial friendly (Brazilia U-23)              |
| 2008–2009                           |                                     |                                     |                                     |                                     |                                     |                                                  |
|                                     | 28 iulie 2008                       | Singapore                           | Singapore                           | 3–0                                 | 1                                   | Amical (Brazilia U-23)                           |
|                                     | 1 august 2008                       | Hanoi, Vietnam                      | Vietnam                             | 3–0                                 | 0                                   | Amical (Brazilia U-23)                           |
|                                     | 7 august 2008                       | Shenyang, China                     | Belgia                              | 1–0                                 | 0                                   | 2008 Olympic Games (Brazilia U-23)               |
|                                     | 10 august 2008                      | Shenyang, China                     | Noua Zeelandă                       | 5–0                                 | 0                                   | 2008 Olympic Games (Brazilia U-23)               |
|                                     | 13 august 2008                      | Qinhuangdao, China                  | China                               | 3–0                                 | 1                                   | 2008 Olympic Games (Brazilia U-23)               |
|                                     | 16 august 2008                      | Shenyang, China                     | Camerun                             | 2–0                                 | 0                                   | 2008 Olympic Games (Brazilia U-23)               |
|                                     | 19 august 2008                      | Beijing, China                      | Argentina                           | 0–3                                 | 0                                   | 2008 Olympic Games (Brazilia U-23)               |
|                                     | 22 august 2008                      | Shanghai, China                     | Belgia                              | 3–0                                 | 1                                   | 2008 Olympic Games (Brazilia U-23)               |
| 32.                                 | 7 septembrie 2008                   | Santiago, Chile                     | Chile                               | 3–0                                 | 0                                   | 2010 FIFA World Cup qualification                |
| 33.                                 | 10 septembrie 2008                  | Rio de Janeiro, Brazilia            | Bolivia                             | 0–0                                 | 0                                   | 2010 FIFA World Cup qualification                |

### Goluri internaționale
| #  | Date              | Venue                                     | Opponent | Score | Result | Competition                        |
| -- | ----------------- | ----------------------------------------- | -------- | ----- | ------ | ---------------------------------- |
| 1. | 1 iunie 2007      | Wembley Stadium, Londra                   | Anglia   | 1–0   | 1–1    | Meci amical                        |
| 2. | 31 mai 2008       | CenturyLink Field, Seattle                | Canada   | 2–1   | 3–1    | Meci amical                        |
| 3. | 12 octombrie 2008 | Qinhuangdao Olympic Sports Center Stadium | China    | 2–0   | 3–0    | Jocurile Olimpice de vară din 2008 |